# Jochen Kunath
Jochen Kunath (* 23. März 1945 in Zeitz in Sachsen-Anhalt) ist ein ehemaliger deutscher Fußballspieler. In der DDR-Oberliga, der höchsten Spielklasse im DDR-Fußball, war er in den 1970er Jahren für die BSG Chemie Böhlen aktiv.

## Sportliche Laufbahn
In der Saison 1963/64 bestritt Jochen Kunath, der zuvor bei der fünftklassigen Betriebssportgemeinschaft (BSG) Fortschritt West Leipzig gespielt hatte, für die BSG Stahl Lippendorf seine ersten Spiele in der zweitklassigen DDR-Liga. In den 30 ausgetragenen Punktspielen wurde er achtmal eingesetzt und kam dabei zu einem Torerfolg. Die Lippendorfer Liganeulinge schafften nicht den Klassenerhalt, sodass Kunath danach seine Laufbahn in der Bezirksliga Leipzig fortsetzen musste. In den Jahren 1965 bis 1967 wurde er für 18 Monate zum Wehrdienst in der Nationalen Volksarmee einberufen und spielte in dieser Zeit bei der Armeesportgemeinschaft Vorwärts Berlin in der drittklassigen Stadtliga Ost-Berlin. Nach seiner Entlassung aus der Armee schloss sich Kunath zur Saison 1967/68 der BSG Chemie Böhlen an, die in der Bezirksliga Leipzig spielte. Mit ihr stieg er am Saisonende in die DDR-Liga auf. Als Stammspieler spielte er dort mit Chemie Böhlen zunächst neun Jahre lang, von den 218 Punktspielen dieser Zeitspanne bestritt er 180 Partien. 1974 wurde er mit der Mannschaft zum ersten Mal Liga-Staffelsieger und kam in der Aufstiegsrunde zur Oberliga in allen acht Spielen zum Einsatz. Böhlen konnte sich jedoch nicht für die Oberliga qualifizieren. Als Chemie Böhlen 1977 erneut Staffelsieger wurde, war Kunath seit einigen Wochen verletzt und konnte nicht an der Aufstiegsrunde teilnehmen, in der seine Mannschaft den Oberligaaufstieg erreichte.
In seiner ersten Oberligasaison 1977/78 war Kunath wieder voll einsatzfähig und kam in 23 der 26 Punktspiele als Abwehrspieler zum Einsatz. Neuling Chemie Böhlen schaffte den Klassenerhalt, sodass Kunath eine weitere Oberligaspielzeit bestreiten konnte. Wieder als Verteidiger aufgeboten, kam er 1978/79 auf 21 Einsätze, musste danach aber mit seiner Mannschaft wieder in die DDR-Liga absteigen. Dort bestritt er 1979/80 seine letzte Saison im landesweiten Spielbetrieb. Mit zehn Ligaspielen war er noch einmal am erneuten Oberligaaufstieg beteiligt, konnte aber die Aufstiegsspiele nicht mehr mitmachen. Mit 35 Jahren beendete Jochen Kunath seine Laufbahn im höherklassigen Fußball. Insgesamt bestritt er in seiner Karriere 420 Spiele, davon 44 Oberligaspiele. Später war er als Übungsleiter tätig, die BSG Aktivist Borna führte er 1988 zum Aufstieg in die DDR-Liga. 2011 wurde er Leiter der Fußballabteilung beim SV Chemie Böhlen.